# Mastigodryas pleei
Mastigodryas pleei är en ormart som beskrevs av Duméril, Bibron och Duméril 1854. Mastigodryas pleei ingår i släktet Mastigodryas och familjen snokar. Inga underarter finns listade i Catalogue of Life.
Denna orm förekommer i Amazonområdet i norra Brasilien samt i östra Peru, Ecuador, regionen Guyana, Venezuela, Colombia och södra Panama. Den vistas i låglandet och i bergstrakter upp till 1850 meter över havet. Mastigodryas pleei lever i torra och fuktiga skogar. I nordöstra delen av utbredningsområdet hittas den även i öppna savanner. Honor lägger ägg.
Troligtvis dödas några exemplar av personer som inte vill ha ormar nära sin bostad. Hela populationen anses vara stabil. IUCN listar arten som livskraftig (LC).